# Branden Garrett
Branden Garrett (pravo ime Borut Grošičar), slovenski televizijski in filmski igralec ter srednješolski profesor, * Šempeter pri Gorici
Branden je najprej diplomiral iz elektrotehnike in začel svojo poklicno pot na Soških elektrarnah. Po nekaj letih dela v razvoju elektronskih vezij se je ponovno odločil za nadaljevanje rednega študija in tako kasneje diplomiral iz pedagoške fizike. Po univerzitetni diplomi je na FMF nadaljeval podiplomsko specializacijo iz izobraževalne fizike.
Po več letih dela na gimnaziji je nadaljeval z raziskovalnim delom na raziskovalnem odseku F9 — Eksperimentalna fizika osnovnih delcev na Institutu "Jožef Stefan". V tem času je opravil znanstveni magisterij iz medicinske fizike, svojega raziskovalnega področja (2012).

### Igralstvo
Nastopati je začel v reklamah in kasneje najprej v slovenskih filmih. Za igralstvo ga je opogumil prijatelj iz Nemčije.  Od leta 2012 se izobražuje po metodi Leeja Strasberga, ki temelji na učenju ruskega igralca, režiserja in pedagoga Konstantina Sergejeviča Stanislavskega. Večji uspeh je bila vloga poljskega delavca Tadeusza v nemški produkciji trilogije Winnetou (2015), ki je bila odskočna deska za snemanja v tujini. Leta 2013 prvič odide v Hollywood, kjer je še danes aktivno prisoten kot igralec.

## Zasebno
Ima brata in dve sestri. Ukvarja se s fotografijo.

## Filmografija
| Leto | Naslov                                         | Vloga            |
| ---- | ---------------------------------------------- | ---------------- |
| 2014 | Mamin dan (TV serija)                          | varnostnik       |
| 2014 | Oni (kratki film)                              | Herbi            |
| 2014 | In the French Style (slovenski kratki film)    | Walter           |
| 2015 | Šuplje priče: Zdej te je, a zdej te ni (film)  | kolega           |
| 2015 | Bićemo prvaci sveta (film)                     | kolporter        |
| 2016 | Usodno vino (TV serija)                        | dr. Jamnik       |
| 2016 | Winnetou - Der letzte Kampf (film)             | Pole Tadeusz     |
| 2016 | Winnetou - Eine neue Welt (film)               | Pole Tadeusz     |
| 2018 | Last Man (slovenski film)                      | Citizen          |
| 2018 | In Search of Winnetou (glasbeni video)         | Violinist        |
| 2018 | Legends of the Lost with Megan Fox (TV serija) | Neolithic Man    |
| 2018 | Heartbeat (kratki film)                        | Lucas            |
| 2019 | Outsider (film)                                | Cowboy           |
| 2020 | Najini mostovi (TV serija)                     | Tanjin ginekolog |
| 2020 | Buried in the Backyard (TV serija)             | David            |
| 2020 | Doug (film)                                    | Actor            |
| 2021 | V moji kletki (slovenski kratki film)          | Anin oče         |
| 2021 | Westworld 4. sezona (TV serija)                | Gaunt Caleb      |
| 2022 | Ja, Chef!                                      | Ginekolog        |